# پرنده‌باز آلکاتراز (فیلم)
پرنده‌باز آلکاتراز (به انگلیسی: The Birdman of Alckatraz) فیلم درام براساس داستانی واقعی محصول ۱۹۶۲ ایالات متحدهٔ آمریکا به کارگردانی جان فرانکن‌هایمر است.

## خلاصه داستان (خطر لو رفتن داستان)
رابرت فرانکلین استراد (برت لنکستر) به جرم قتل، متهم به هفت سال حبس در زندان مخوف آلکاتراز می‌شود. او به مادرش الیزابت (تلما ریتر) بسیار تعصب دارد و وقتی هم سلولی اش عکس مادرش را نگاه می‌کند به شدت عصبانی می‌شود. یکی از زندانیان او را تحقیر می‌کند و استراد او را کتک می‌زند و به انفرادی منتقل می‌شود. هاروی شومکر (کارل مالدن) رئیس زندان با او به مخالفت برمی‌خیزد و سعی دارد که کاری کند تا استراد بیشتر در انفرادی بماند. کریمر، یکی از همکاران وی، می‌خواهد که مراقب استراد باشد ولی شومکر حرف او را جدی نمی‌گیرد. چند وقت بعد استراد از کریمر می‌شنود که مادرش به ملاقات او آمده اما او را رد کرده‌اند. استراد با کریمر مشاجره می‌کند و او را مجبور می‌کند که بپذیرد تا مادرش را ببیند؛ ولی کریمر او را تحقیر می‌کند و در جلسه تمرین موسیقی، آن دو با یکدیگر گلاویز می‌شوند و کریمر با چاقوی استراد به قتل می‌رسد. برای استراد سه دادگاه محاکمه می‌گذارند. در محاکمه دوم او محکوم به حبس ابد، و در محاکمه سوم به اعدام محکوم می‌گردد. مادر استراد، با پافشاری‌های بسیار، موفق می‌شود که همسر رئیس‌جمهور را ملاقات کند و از او بخواهد که پسرش را به حبس ابد محکوم کنند؛ و در نهایت اینطور می‌شود. استراد باید تا آخر عمر در انفرادی زندان آلکاتراز بماند، و تنها در حیاط پشتی، به تنهایی قدم بزند. او تهدیدهای شومکر را جدی نمی‌گیرد. درشبی بارانی، استراد در حیاط پشتی گنجشکی را پیدا می‌کند که لانه اش از درخت به زمین افتاده‌است. از او نگهداری می‌کند و بزرگ می‌شود. در همین حین رئیس زندان عوض می‌شود و رئیس جدید، از کار استراد خوشحال و شگفت زده می‌شود. او برای زندانیان انفرادی‌های مجاور، چند قناری می‌آورد و یکی از آنها، دو قناری اش را به استراد می‌دهد. در همین حین فیتو گومز (تلی ساوالس) که در انفرادی مجاور استراد است، قناری ماده اش را به او می‌دهد تا برایش نگهداری کند. استراد او را با قناری نر خود جفت می‌کند و قناری گومز، پنج تخم می‌گذارد. به زودی جوجه‌ها از تخم بیرون می‌آیند. به زودی استراد صاحب پرنده‌های بسیاری می‌شود. تا این که پرنده‌های او بیماری لاعلاجی پیدا می‌کنند. استراد با خواندن کتابهایی در این زمینه، از مادرش تقاضای مواد مختلفی می‌کند. تقریباً تمامی پرنده‌های او می‌میرند و تنها یک یا دو پرنده باقی می‌ماند؛ ولی با آخرین ماده داروی جدیدی کشف می‌کند. او با زنی به نام استلا جانسون (بتی فیلد) که به این زمینه علاقه دارد آشنا می‌شود و غیابی با یکدیگر ازدواج می‌کنند. استراد با مطالعه بر پرندگان، کتابی تخصصی می‌نویسد. او تبدیل به انسانی خبره می‌گردد. استراد پس از سال‌ها حبس، بار دیگر به محل گذشته خود یعنی سلول انفرادی زندان آلکاتراز تبعید می‌شود. او با استلا ملاقات می‌کند وبرخورد تلخی صورت می‌گیرد؛ و استراد، که حتی غم و اندوهی خشمگینانه داشت، برای اولین بار در فیلم اشک می‌ریزد. پس از مدتی، کتابی که استراد در انتقاد از زندان‌های آمریکا نوشته بود چاپ می‌شود و استراد از زندان آلکاتراز به محلی راحت‌تر منتقل می‌شود تا باقی عمر خود را در آرامش زندگی کند.

## نکات فیلم
- فیلم دربارهٔ زندگی واقعی رابرت استراد (۱۸۹۰–۱۹۶۳) که در زندان آلکاتراز به پرنده باز آلکاتراز مشهور شده بود و بر پایه رمانی به همین نام از توماس ای. گادیس ساخته شده‌است.
- بیشتر سکانسهای فیلم در فضای بسته فیلمبرداری شده‌اند.
- سکانس بیرون آمدن جوجه از تخم و از دیدگاه برت لنکستر یکی از مشهورترین سکانسهای سینماست.[نیازمند منبع]
- موسیقی متن فیلم (ساخته المر برنشتاین) از امتیازات فیلم به‌شمار می‌آید.

## دوبلورها (به زبان فارسی)
- برت لنکستر (رابرت استراد) – منوچهر اسماعیلی
- ادموند اوبراین (راوی) – ابوالحسن تهامی نژاد
- کارل مالدن (هاروی شومکر) – بهرام زند
- تلما ریتر (الیزابت استراد) – فهیمه راستکار
- بتی فیلد (استلا جانسون) – نیکو خردمند
- تلی ساوالاس (فیتو گومز) – تورج مهرزادیان
- نویل برند (بال رنسون) – ناصر نظامی
- باب بیلی

### دیگر دوبلورها
- ناصر ممدوح (رئیس سوم زندان)
- محمدعلی دیباج (مسئول ثبت اسناد ازدواج / رئیس دوم زندان)
- منوچهر نوذری (خبرنگار)
- محمود فاطمی (دامپزشک پرندگان)
- سیامک اطلسی (زندانی شورشی)
- علیرضا باشکندی (زندانی شورشی که زخمی شد)